# Aeroportul Am Timan
Aeroportul Am Timan (IATA: AMC, ICAO: FTTN) este un aeroport din Am Timan, Barh Azoum⁠(d), Regiunea Salamat, Ciad ce deservește zona Am Timan.
Situat la o altitudine de 433 m, aeroportul dispune de o singură pistă.